# Avenida Segurola
La avenida Segurola es una arteria vial de una sola mano del oeste-noroeste de la Ciudad de Buenos Aires, Argentina.

## Recorrido
Nace en la Avenida Rivadavia a pocos metros de la estación Floresta. Es la continuación de la Calle Mariano Acosta. Su recorrido es en sentido sudeste-noroeste.
Durante sus primeros mil metros de recorrido sirve de límite entre los barrios de Vélez Sársfield y Floresta en donde cruza dos importantes avenidas: Gaona y Juan B. Justo.
Desde la calle Juan A. García forma parte del territorio de Monte Castro, donde es una de las avenidas comerciales y transversales más importantes de este barrio.
A partir de la calle Baigorria ingresa al populoso barrio de Villa Devoto. Cruza la concurrida Avenida Francisco Beiró, siguiendo unos quinientos metros más hacia adelante hasta la intersección con las vías del Ferrocarril General San Martín en cercanías de la Estación Devoto.
Se extiende quinientos metros más al cruzar la vía y termina en la Avenida General Mosconi a metros de la Avenida General Paz.

## Cruces y lugares de referencia
- 0: Avenida Rivadavia - inicio de sentido de circulación ascendente
- 100: Cruce a nivel con el Ferrocarril D. F. Sarmiento - Estación Floresta - Inicio de sentido de circulación descendente
- 400: Avenida Avellaneda
- 800: Avenida Gaona
- 900: Avenida Juan B. Justo - Metrobús J. B. Justo parada Segurola - Plaza de la Bandera
- 1600: Calle Juan Agustín García -  Ex Instituto de menores Manuel Rocca
- 2000: Avenida Álvarez Jonte - Hospital de rehabilitación Manuel Rocca
- 3400: Avenida Francisco Beiró - Inicio de sentido de circulación ascendente
- 3900: Tramo interrumpido por el Ferrocarril General San Martín - Estación Devoto
- 4000: Avenida Salvador María del Carril
- 4300: Calle Habana - Esquina Diego Armando Maradona[1]
- 4700: Avenida General Mosconi - Avenida General Paz - Estación Coronel Lynch del Ferrocarril General Urquiza

## Toponimia
Recibe su nombre en homenaje al sacerdote y benefactor Saturnino Segurola quien fue entre otras cosas introductor en el país de la vacuna antivariólica, la que aplicó en forma gratuita a la población.